# Шевченко Борис Леонідович

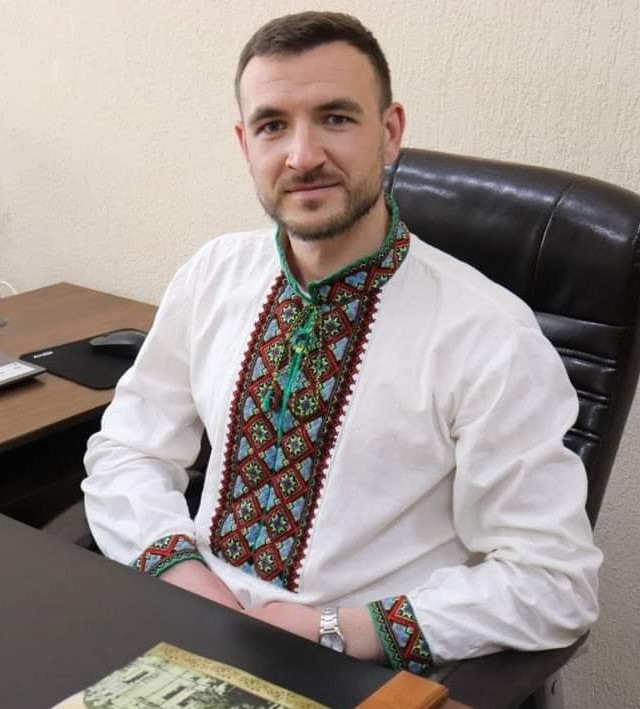
Шевченко Борис Леонідович

Шевченко Борис Леонідович (6 листопада 1990, село Паліївка Маловисківського району Кіровоградської області, Україна) – директор Кіровоградського обласного краєзнавчого музею, заступник голови Кіровоградської обласної організації Національної спілки краєзнавців України, головний редактор серії книг «Визвольна боротьба. 1917 – 1991 роки», головний редактор щорічного науково-методичного видання «Музейний вісник Центральної України», заступник головного редактора періодичного видання «Між Бугом і Дніпром. Науково-краєзнавчий вісник Центральної України», дослідник минулого Центральноукраїнських земель.

## Біографія

### Освіта
У 2007 році закінчив Паліївську загальноосвітню школу І – ІІІ ступенів Маловисківської районної ради Кіровоградської області.
У 2012 році з відзнакою закінчив магістратуру факультету історії та права Кіровоградського державного педагогічного університету імені В. К. Винниченка (спеціальність «Історія»).

### Професійна діяльність
2012 – 2013 рр. – молодший науковий співробітник відділу історії Кіровоградського обласного краєзнавчого музею.
2013 – 2021 рр. – завідуючий науковою редакцією комунальної установи «Кіровоградське обласне відділення Пошуково-видавничого агентства «Книга Пам’яті України».
2021 – 2023 рр. – директор комунальної установи «Регіональний центр наукових досліджень з історії України та підготовки історико-краєзнавчих видань Кіровоградської обласної ради».
2023 – по теперішній час – директор Кіровоградського обласного краєзнавчого музею.

### Громадська діяльність
З 2015 року член Національної спілки краєзнавців України (НСКУ), а з 2021 року – заступник голови правління Кіровоградської обласної організації НСКУ.
З 2019 року секретар Регіональної комісії з реабілітації жертв комуністичного тоталітарного режиму 1917 – 1991 років при Кіровоградській обласній державній адміністрації.
З 2022 року член журі з присудження Кіровоградської обласної краєзнавчої премії імені Володимира Ястребова.
З 2022 року співзаступник голови Консультативної ради з питань очищення культурної спадщини Кіровоградської області від маркерів Російської імперії та Радянського Союзу при Кіровоградській обласній державній адміністрації.
З 2022 року член топонімічної комісії при виконавчому комітеті Кропивницької міської ради.

## Науковий доробок

### Одноосібний автор
- Маловисківщина в роки Другої світової війни. Сторінки історії. – Кропивницький, 2018. – 196 с.

- Освоєння і заселення Маловисківщини у XVIII столітті. Історико-краєзнавчий нарис. – Кропивницький, 2018. – 126 с.

- Велика Виска та її околиці. Історія від найдавніших часів до сучасності. – Кропивницький, 2019. – 234 с.

- Ерделівка і Копанки. Нариси з історії від найдавніших часів до сучасності. – Кропивницький, 2021. – 276 с.[12]

- У серпні 1941-го… - Кропивницький, 2021. – 80 с.

### У співавторстві
- Битва за Центральну Україну. Військове протистояння між Червоною армією і вермахтом на Кіровоградщині у січні – березні 1944 року. – Кропивницький, 2021. – 420 с. (співавтор Колєчкін В.П.).

### Автор, упорядник, науковий редактор
- Кіровоградщина у 1991 році. Проголошення незалежності України. Кропивницький, 2021. – 72 с. (автор-упорядник Безшкуренко А.І.).

- ОУН і УПА на Центральноукраїнських землях. Документи та матеріали. – Кропивницький, 2022. – 200 с. (спільно з Хмарою С.М.).[13]

- Музейна справа на Центральноукраїнських землях: від зародження до кінця 1930-х років. – Кропивницький, 2023. – 60 с.[14]

- Музейно-природний заповідник «Тобілевичі». – Кропивницький, 2023. – 70 с.[15]

### Головний редактор серії книг «Визвольна боротьба. 1917 – 1991 роки»:
- ОУН і УПА на Центральноукраїнських землях. Документи та матеріали. – Кропивницький, 2022. – 200 с. (упорядники Хмара С.М, Шевченко Б.Л.).[13]

- Борці за Українську державність: Фотій Мелешко, Василь Недайкаша, Андрій Гулий-Гуленко, Кость Пестушко, Герасим Нестеренко. – Кропивницький, 2023. – 170 с. (автор Мілютін С.Ю.).[16]

- Призабуті імена: підпілля ОУН на Центральноукраїнських землях. – Кропивницький, 2023. – 224 с. (автор Шепель Ф.О., упорядники Хмара С.М., Безшкуренко А.І.).

## Нагороди
- Лауреат Кіровоградської обласної краєзнавчої премії імені Володимира Ястребова (2018 р.).[17]

- Лауреат Маловисківської міської премії у галузі історико-краєзнавчих досліджень імені Олександра Ковтуна (2018 р.).[18]

## Виступи у ЗМІ
- Борис Шевченко: Як змінився краєзнавчий музей після вторгнення

- «Музей має відповідати запитам суспільства». Керівник кропивницького краєзнавчого музею

- Чому під час війни перейменування вулиць на часі пояснює історик (ПОДКАСТ)

- Боротьба в тилу І Борис Шевченко директор Кіровоградського обласного краєзнавчого музею

- «Щоб не висіли Леніни й чекісти» I Борис Шевченко – очільник Регіонального центру наукових досліджень

- Кропивницький історик – про вшанування пам'яті українців, які рятували євреїв від Голокосту

- Кіровоградщині – 84. Кропивницький історик розповів, як формувався регіон в його сучасних межах

- Місто без вензеля Єлизавети: чому в Кропивницькому хочуть змінити герб та прапор

- Чи треба у Кропивницькому демонтувати пам’ятник Пушкіну?

- У Кропивницькому до 80-річчя створення Української Повстанської Армії вийшла книга про ОУН і УПА

- Битва за Кіровоград у січні 44-го: про радянські міфи та як все було насправді (ФОТО)

- Відомі жителі Кропивниччини діляться емоціями про прожитий 2022 та надіями на 2023 рік

- До Дня народження Карпенка-Карого. Де він жив на Кіровоградщині й що на цих локаціях можна подивитися